# 1816년 관세법
1816년 관세법(영어: Tariff of 1816), 일명 댈러스 관세(Dallas Tariff)는 해외 경쟁으로부터 미국 제조품을 보호하는 명시적인 기능을 가진 의회에서 통과된 최초의 관세라는 점에서 주목할 만하다. 미영 전쟁 이전에는 관세가 주로 국가 정부 운영을 위한 세수 확보에 사용되었다. 이 관세의 또 다른 독특한 점은 남부 주들로부터 강력한 지지를 받았다는 것이다.
이 법안은 재무장관 알렉산더 J. 댈러스가 보고한 예상 연방 적자를 피하기 위한 순전히 국내 문제의 해결책의 일부로 구상되었다. 국제적인 전개는 논쟁에 중요한 사실들을 추가했는데, 1816년에는 미국인들 사이에서 영국과의 전쟁이 경제 및 영토 문제로 재점화될 수 있다는 광범위한 우려가 있었다. 전쟁 산업 제품을 포함한 제조업 상품에 대한 관세는 국가 방위의 이익을 위해 필수적인 것으로 간주되었다.
이 관세는 1816년 4월 27일에 임시 조치로 승인되었으며, 3년(1820년 6월까지) 동안만 유효했다. 영국과의 긴장이 완화된 후 1820년에 영구적인 보호를 확립하려는 북부의 노력은 남부 입법자들 사이에서 반발을 불러일으켰다. 남부는 남북 전쟁 이전 기간 내내 보호 관세에 지속적으로 반대했다.

## 나폴레옹 시대 미국의 제조업 발전
나폴레옹 전쟁 기간 동안 영국과 프랑스가 부과한 무역 제한, 미국의 1807년 통상금지법 및 비교역 정책, 그리고 미영 전쟁: 이 모든 위기는 미국인들이 이전에 유럽에서 공급되던 물품을 국내에서 제조하도록 이끌었다. 필요에 의해 미국의 국내 산업은 특히 면화 및 양모 직물, 그리고 철 생산에서 크게 성장하고 다변화되었다.
국가의 지역적 특성도 형성되고 있었다: 북동부는 무역과 선박업에서 산업 기업으로 전환되고 있었고, 딥 사우스는 면화 재배에 집중했으며, 서부는 농산물을 시장에 내놓기 위한 운송 경로를 모색하고 있었다.
이러한 지역적 발전에도 불구하고, 미국은 미영 전쟁에서 새로운 자립심과 공동체 의식을 가진 젊은 국민 국가로 부상했다.

## 전후 유럽의 위협과 미국 경제 민족주의의 부상
1814년 12월 헨트 조약은 루이지애나와 스페인령 플로리다에서 미국과 영국의 국경 및 영토 분쟁을 해결하지 못했다. 변경 지역은 국제 분쟁의 화약고로 남아 있었다. 게다가 영국과 미국 제조업체들 간의 긴장은 계속되었다. 미국 시장을 되찾기 위한 움직임으로 영국 제조업체들은 우수한 제조품을 헐값에 미국 시장에 체계적으로 쏟아부었고, 이는 특히 북동부의 미국 제조업체들이 사업을 빠르게 잃게 만들었다.

이러한 지정학적 및 경제적 긴장은 미국 국내 정책의 변화를 가져왔다. 지배적인 제퍼슨 공화당의 엄격해석주의 이념가들은 – 연방 정부의 권력 집중을 싫어했지만 – 국가 성장과 경제 안보를 달성하기 위한 수단으로서 특정 기관과 프로젝트를 국유화하는 것이 편의적이라는 것을 인식했다.
제임스 매디슨 대통령은 1815년 12월 5일 제14차 의회에 보낸 제7차 연례 메시지에서 1) 규제 권한을 가진 국립은행, 2) 도로 및 운하를 위한 연방 기금 내부 개선 프로그램, 3) 유럽의 선진 산업으로부터 신흥 미국 제조업을 보호하기 위한 보호 관세 제정을 제안했다.

## 연방 적자와 관세 논쟁
1815년 12월, 재무장관 알렉산더 J. 댈러스는 의회에 연방 예산 보고서를 제출하여 1816년 말까지 상당한 정부 적자를 예상했다. 그의 예산 수치는 논란의 여지가 없었지만, 자금 조달 수단은 논란이 있었고, 직접세 또는 소비세 제안은 일반적으로 인기가 없었다. 댈러스 장관은 적자를 막기 위해 제조업에 대한 제한적인 보호 관세를 요구했다. 그의 제안은 상업과 농업의 두 경제 부문에서 반대를 불러일으켰다.
뉴잉글랜드와 중부 대서양 연안 주들의 상업 해운 센터들은 전후 유럽 및 세계 시장의 재개방으로 유리한 수입 및 수출 교류를 예상했다. 보호 관세는 보복 조치를 유발하여 자유 무역과 이윤을 방해할 수 있었다.
대부분의 미국 지역의 농민들도 개방 시장의 옹호자였다. 북부인들도 대부분의 남부인들처럼 여전히 농민이었다(전국적으로 84%). 그러나 북부는 제조업에 종사하는 인력이 20%에 달해 남부의 8%에 비해 점점 더 산업화되고 있었다. 목가적인 노예 기반 문화와 경제에 헌신했던 남부 플랜터들은 제조품의 순수 소비자였으며, 관세 제도 하에서는 더 많은 비용이 들었다. 남부는 논쟁 내내 이 조치에 대한 적대감을 표명했지만, 상당수의 사람들은 궁극적으로 그 보호적 이점을 고려할 수밖에 없었다.
관세에 대한 지지는 특히 펜실베이니아와 뉴욕과 같은 보호의 직접적인 수혜자인 제조업 중심지에서 가장 강했다. 이 관세는 또한 지역에서 재배되는 삼베로 새로운 직물 산업을 개발하기를 희망하는 사람들에게 켄터키에서도 인기가 있었다. 경제적 이익 외에도, "보호주의자들과 자유 무역주의자들 모두가 국가에 더 많은 세입이 필요하다는 데 동의했다."

## 관세에 대한 남부 지지의 이유
1816년 관세는 1816년부터 1846년까지의 "30년 관세 전쟁" 동안 남부의 상당한 지지를 받은 최초이자 마지막 보호 관세였다. 이 법안에 대한 남부의 인식을 형성하는 데 여러 역사적 요인이 중요했다. 충분한 정부 자금 조달의 필요성을 인정하고, 적절한 대안 제안이 없었기 때문에 남부는 보호를 고려할 수밖에 없었다. 관세에 대한 남부의 지지는 남부의 산업화 경향이나 남부 의원들의 선거구에 직물 공장의 존재와 직접적으로 연결되지 않았다.
남부 입법자들은 영국 상인들이 제조품을 미국 시장에 쏟아부어 미국 경제와 신흥 미국 산업에 미치는 영향에 대해 잘 알고 있었다. 전쟁 매파라고 불리는 남부 정치인 집단은 영국과의 대결에 가장 강경하게 반대하고 국가 정부를 맹렬히 옹호하는 사람들이었다. 이들 중에는 켄터키의 하원의장 헨리 클레이 시니어, 버지니아의 헨리 세인트 조지 터커 시니어, 메릴랜드의 알렉산더 C. 핸슨이 있었는데, 이들 모두는 전쟁 조치로서 관세를 지지했다.
미국인들 사이에는 영국과의 경제적 긴장이 무력 충돌 재개로 이어질 수 있다는 두려움이 있었다. 그럴 경우, 전쟁 산업을 포함한 건전한 미국 제조업 기반은 미국 경제에 필수적이었다. 교리적인 반연방주의를 거부하며, 사우스캐롤라이나주 하원의원 존 캘훈은 무역, 농업, 제조업의 상호 의존성을 통해 국가 통합을 요구했다. 1812년 전쟁에 미국이 얼마나 형편없이 준비되었는지를 상기시키면서, 그는 미국 공장에 보호가 제공되어야 한다고 요구했다. 주영국 미국 대사 존 퀸시 애덤스는 캘훈의 의견에 동의하며, 유럽 수도들이 신생 미국에 대해 깊은 적대감을 가지고 있음을 파악했다.
구 공화당원(일명 "테르티움 퀴드")은 버지니아의 하원의원 존 랜돌프와 같이 이 투쟁에서 미미한 존재였는데, 이때 엄격 해석주의자들은 최저점에 있었다. 제퍼슨 공화당의 이 파벌은 주권과 제한된 정부 원칙을 고수하며, "빈곤한 사람들과 노예 소유자"에 대한 공격으로서 어떠한 보호도 거부했다. 공개적인 보호주의 관세를 지지하는 데 회의적이었던 더 온건한 남부 지도자들 사이에는 네 가지 추가적인 고려 사항이 있었다.
첫째, 관세는 명백하고 현재의 위험에 대처하기 위한 일시적인 방편으로 이해되었다. 세금은 3년(1819년 6월) 후에 인하될 것이며, 그때쯤이면 분쟁이 가라앉을 가능성이 높았다.
둘째, 관세는 면직물, 모직물, 철에만 적용될 것이며, 남부가 외국에서 정기적으로 구매하는 수입품의 대부분은 영향을 받지 않을 것이었다.
셋째, 당시 농업 중심의 남부는 경제적으로 번성하고 있었으므로 관세가 부과할 재정적 부담에 대한 우려가 완화되었다. 관세를 지지하는 사람들은 북부와 서부에 축적될 경제적 이익이 국익에 부합하며, 남부가 수입품 비용의 가볍고 일시적인 증가를 감당할 수 있다고 믿었다.
마지막으로, 미영 전쟁에서 반대파인 연방주의당이 불명예를 안고 등장한 제퍼슨 공화당원들은 정치적 환경을 충분히 통제하여 중앙집권화 정책의 실험을 허용할 수 있다고 느꼈다.

## 관세 통과
보호 조치로서 관세 법안은 매우 온건했다. 이는 면직물과 모직물에 3년(1819년 6월까지) 동안 25%의 관세를 부과했으며, 이후에는 20%로 인하될 예정이었다. 철, 가죽, 모자, 필기 용지, 장식장에는 30%의 관세가 부과되었고, 설탕 1파운드에는 3센트가 부과되었다. (철 관세는 1818년에 국방 조치로 추가 인상되었다.)
영국령 인도에서 생산된 저급 인쇄 직물은 아무리 싸게 팔리더라도 제곱야드당 25센트의 고정 요율이 적용되었다. 이는 법안의 유일한 노골적인 보호적 특징으로, 이러한 외국 직물을 미국 시장에서 완전히 배제하는 역할을 했다.
통과에 단순 과반수가 필요한 이 법안은 하원에서 찬성 88표, 반대 54표로 통과되었다(62% 대 38%). 양당 모두 분열되었는데, 공화당은 전국적으로 찬성 63표, 반대 31표를, 연방주의자들은 찬성 25표, 반대 23표를 던졌다.

## 데탕트가 보호 지지에 미친 영향
댈러스 관세 통과 직후 영국과 미국의 영토 및 경제 분쟁이 점진적으로 완화되기 시작했다.
1817년 러쉬-배곳 조약은 오대호 지역의 군사화를 해제했고, 이듬해 1818년 조약은 삼림호 서쪽에서 로키산맥까지 49도선을 그었다. 이로써 영국은 광대한 루이지애나 영토에 대한 미국의 주장의 정당성을 묵시적으로 인정했다.
또 다른 잠재적으로 휘발성 있는 국제적 전개 – 앤드루 잭슨 장군의 스페인령 플로리다 침공과 두 영국 시민에 대한 그의 즉결처형 – 는 외교적 또는 군사적 보복을 유발하지 못했다. 1819년 애덤스-오니스 조약은 플로리다 전체를 미국의 손으로 넘겨주어, 미국으로부터 루이지애나를 회수하려는 스페인의 영국 지원 요청 시도를 종식시켰다. 1820년까지 미국-영국 외교 관계는 상당히 개선되었다.
이 시기 동안 영국의 중상주의 정책과 무역 독점도 약화되었다. 영국은 자국의 번영이 미국의 산업 성장과 영토 확장과 불가분하게 연결되어 있음을 인식했다. 1820년까지 영국-미국 무역 전쟁은 사실상 사라졌고 그와 함께 전쟁 산업을 유지하기 위한 보호주의 관세의 필요성에 대한 주장도 사라졌다.
댈러스 관세가 통과된 후 3년 동안, 보호를 호소하게 만든 문제들 – 무역 전쟁, 지정학적 분쟁, 연방 적자 – 은 대부분 해결되었다.

## 1819년 공황과 남부 보호주의의 종말
1816년 관세는 1817년부터 1819년까지 편안한 연방 흑자를 제공했다; 1819년에 예정된 관세율 인하에도 불구하고, 관세는 충분한 세입을 제공할 것으로 예상되었다.
1819년 공황은 1820년에 예상되는 연방 수입의 놀랍지만 일시적인 감소를 야기했다. 제조업체 및 기타 보호주의자들, 그리고 농업 반보호주의자들은 기존의 1816년 관세가 경제 회복 기간 동안 적절하게 기능할 것이라는 데 동의했다. 댈러스 장관은 경제 위기 동안 면화, 양모, 철에 대한 관세 인상이 실제로 세입을 더욱 감소시킬 것이라고 경고했다.
보호주의자들은 세입 문제와 거리를 두려고 했다. 세입이 충분하다면 관세 인상을 주장하기 어려웠을 것이다. 제조업체들은 경기 침체로 인한 경제적 어려움을 새로운 관세 인상 지지 논리로 삼았다. 실제로 공황은 원자재 가격 하락을 야기하여 제조업에 이득을 주었다. 면직물 소매 판매가 급락하더라도 원면의 도매 가격도 하락하여 섬유 생산자들은 여전히 이윤을 낼 수 있었다. 그러나 농업 중심의 남부의 주요 생산자들은 상품 가치가 하락하고 손실을 보고 팔아야 했다.
1820년까지 고관세에 대한 지지는 정부 세입 확보를 위한 주장이라기보다는 서부와 북부의 이해관계자들이 경제적 안녕의 원칙으로서 보호주의를 확립하려는 노력이었다. 1816년 관세와 달리 1820년 관세 법안은 더 높은 관세와 새로운 품목 목록을 포함했으며, 관세는 영구적이어야 했다. 더 이상 단순한 임시방편이 아닌 이 관세는 국가 공화당의 새로운 자유 해석주의 원칙을 반영했으며, 당의 민주공화당 계열의 엄격 해석주의 요구 사항에서 벗어났다. 남부 농민들은 국가 전체에 대한 외부 위협이 더 이상 남아 있지 않을 때 이를 용납할 수 없었다.
역사가 노리스 W. 프라이어는 남부 의견의 변화를 다음과 같이 요약했다.
1820년까지 남부는 이전의 보호주의 주장과 호소가 더 이상 유효하지 않다는 것을 깨달았다. 1816년에는 제조업에 대한 열망이 아니라 번영, 애국심, 약속의 조합이 남부인들을 움직였다. 이들 요소 중 어떤 것도 이제 그들에게 영향을 미치지 않았다. 그러나 남부인들의 사고에 항상 강한 영향을 미쳤던 한 가지 고려 사항은 여전히 남아 있었다. 바로 경제적 이익을 방어해야 할 필요성이다. 이제 이러한 욕구를 가리거나 모호하게 할 다른 견해가 없었으므로, 남부는 1820년 관세 법안에 거의 만장일치로 반대했다. 보호를 지지하려는 남부의 짧은 실험은 끝났으며, 그 이후로 그 지역은 모든 보호 관세에 일관되게 반대할 것이다.

## 참고 자료